# Le Loup et le Chien
Le Loup et le Chien est la cinquième fable du Livre I des Fables de La Fontaine, édité pour la première fois en 1668.
Un loup, affamé, en vient à demander à un chien fort bien nourri ce qu'il devrait faire pour être lui aussi bien volumineux. Le chien lui conseille de se mettre au service d'un humain : les services rendus, il sera gâté. Le loup réalise alors que le chien possède une blessure à l'endroit où l'humain lui pose une laisse. Quand il découvre que cette blessure provient de l'objet qui le prive de liberté, il décide alors de s'enfuir avec sa liberté et de retourner dans les bois.
Cette fable animalière oppose deux bêtes proches par la morphologie mais qui ont deux différents modes de vie : l'une est sauvage et l'autre est domestique. Cette confrontation permet à La Fontaine de présenter deux conditions : l'insécurité liée à la liberté et le confort lié à la servitude.

## Texte de la fable
LE LOUP ET LE CHIEN
[Ésope + Phèdre, + Babrius]
Un Loup n'avait que les os et la peau,

Tant les chiens faisaient bonne garde.

Ce Loup rencontre un Dogue aussi puissant que beau,

Gras, poli, qui s'était fourvoyé par mégarde.

L'attaquer, le mettre en quartiers,

Sire Loup l'eût fait volontiers ;

Mais il fallait livrer bataille,

Et le Mâtin était de taille

À se défendre hardiment.

Le Loup donc l'aborde humblement,

Entre en propos, et lui fait compliment

Sur son embonpoint, qu'il admire.

« Il ne tiendra qu'à vous beau sire,

D'être aussi gras que moi, lui repartit le Chien.

Quittez les bois, vous ferez bien :

Vos pareils y sont misérables,

Cancres, hères, et pauvres diables,

Dont la condition est de mourir de faim.

Car quoi ? rien d'assuré : point de franche lippée ;

Tout à la pointe de l'épée.

Suivez-moi : vous aurez un bien meilleur destin. »

Le Loup reprit : « Que me faudra-t-il faire ?

– Presque rien, dit le Chien, donner la chasse aux gens

Portants bâtons, et mendiants ;

Flatter ceux du logis, à son Maître complaire :

Moyennant quoi votre salaire

Sera force reliefs de toutes les façons :

Os de poulets, os de pigeons,

Sans parler de mainte caresse. »

Le Loup déjà se forge une félicité

Qui le fait pleurer de tendresse.

Chemin faisant, il vit le col du Chien pelé.

« Qu'est-ce là ? lui dit-il. – Rien. – Quoi ? rien ? – Peu de chose.

– Mais encore ? – Le collier dont je suis attaché

De ce que vous voyez est peut-être la cause.

– Attaché ? dit le Loup : vous ne courez donc pas

Où vous voulez ? – Pas toujours ; mais qu'importe ?

– Il importe si bien, que de tous vos repas

Je ne veux en aucune sorte,

Et ne voudrais pas même à ce prix un trésor. »

Cela dit, maître Loup s'enfuit, et court encor.
— Jean de La Fontaine, Fables de La Fontaine, Le Loup et le Chien, Livre I Fable V, 1668

## Morale
La fable comporte un enseignement au lecteur. Même si ici, la morale n'est pas explicite, elle peut se résumer par quelques expressions : mieux vaut être pauvre et libre que riche et esclave — mieux vaut vivre pauvre mais indépendant que dans une cage dorée. Plus subtilement, la question est : en échange de la sécurité et du bien être, faut-il sacrifier sa liberté ?
Cette fable fait par ailleurs directement référence au mécénat qui a permis à Jean De La Fontaine de vivre et de créer mais qui lui a parfois imposé la censure.
Dans L'Émile, Rousseau met en garde contre l'interprétation qu'un enfant peut faire de l'histoire et il écrit : « Dans la fable du loup maigre et du chien gras, au lieu d'une leçon de modération qu'on prétend lui donner, il en prend une de licence. Je n'oublierai jamais d'avoir vu beaucoup pleurer une petite fille qu'on avait désolée avec cette fable, tout en lui prêchant toujours la docilité. On eut peine à savoir la cause de ses pleurs ; on la sut enfin. La pauvre enfant s'ennuyait d'être à la chaîne, elle se sentait le cou pelé ; elle pleurait de n'être pas loup. »
Pour Michel Serres, « Le Loup et le Chien parle d'un temps d'avant le contrat, d'avant l'entrée dans la politique et la morale. […] Ce que peint La Fontaine ici, c'est l'attraction irrésistible de la sauvagerie sur une acculturation fragile ».

## Illustrations

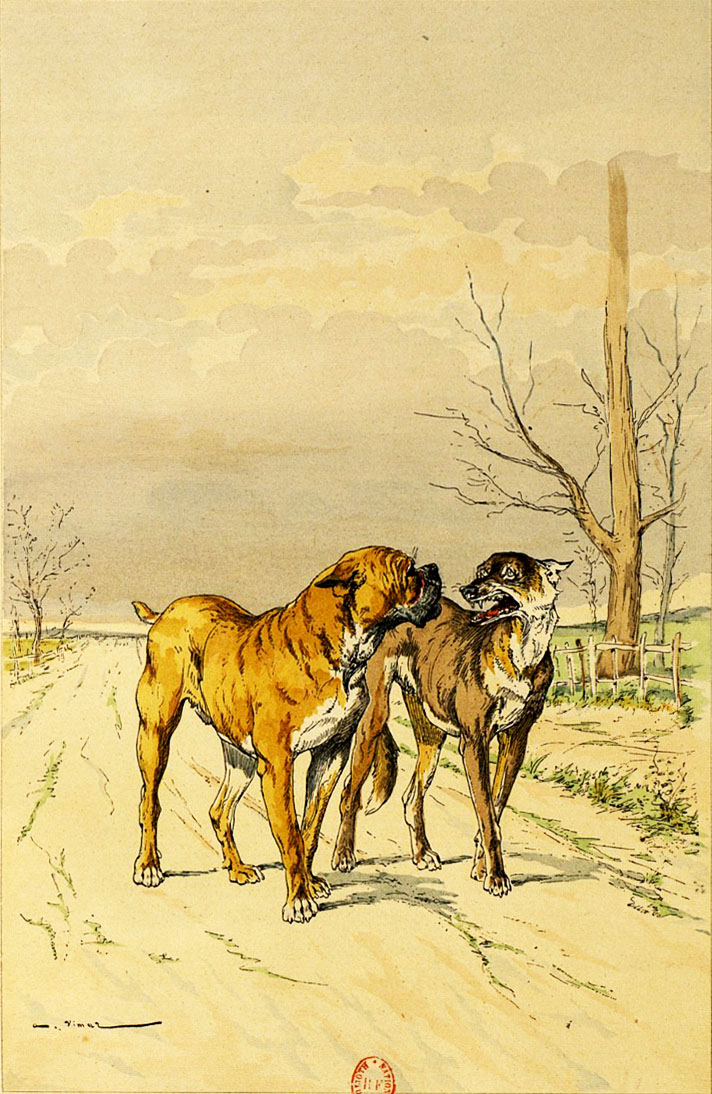
Illustration d'Auguste Vimar (1897).
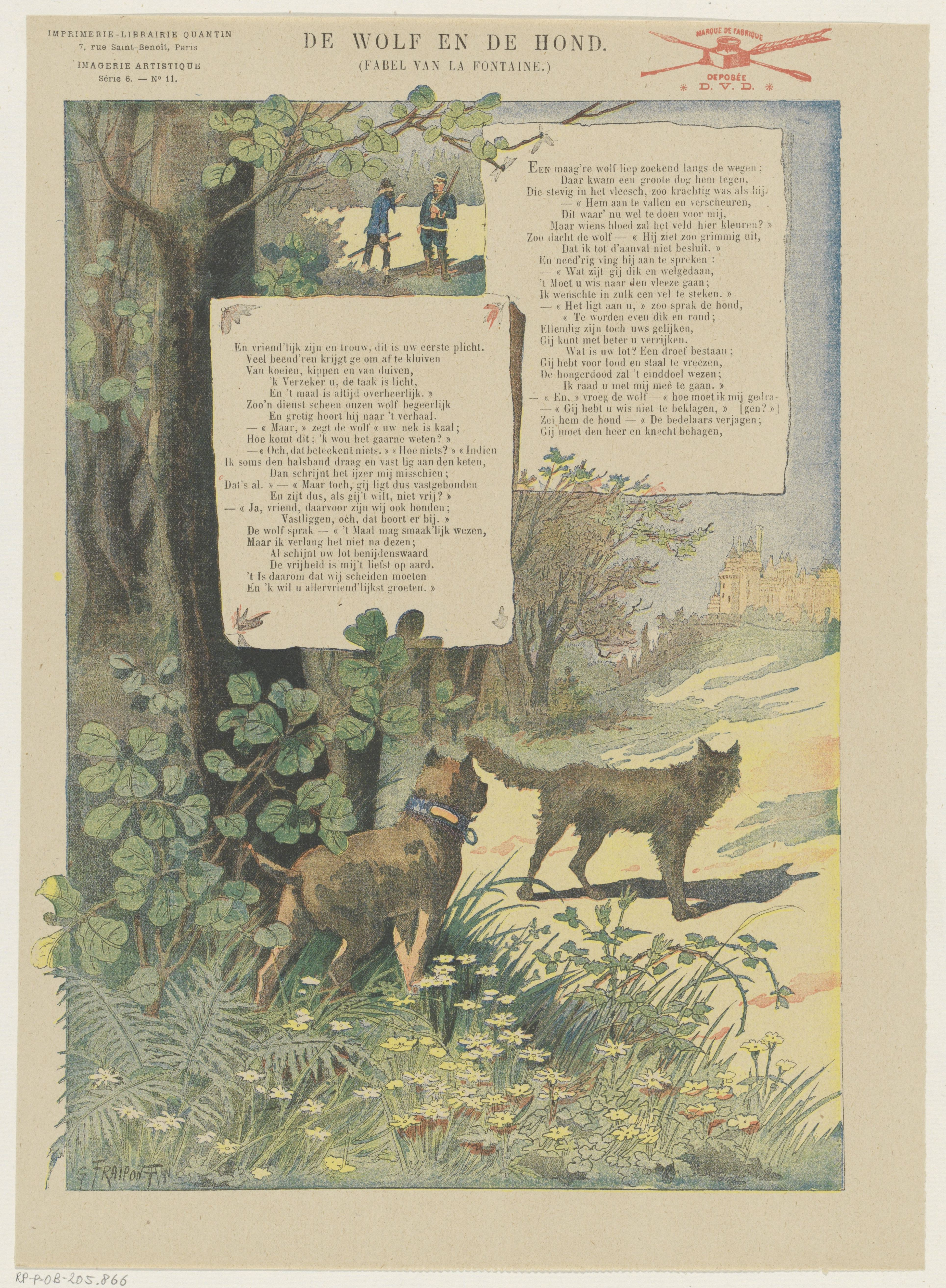
Le Loup et le Chien, traduit en néerlandais et illustré par Gustave Fraipont.
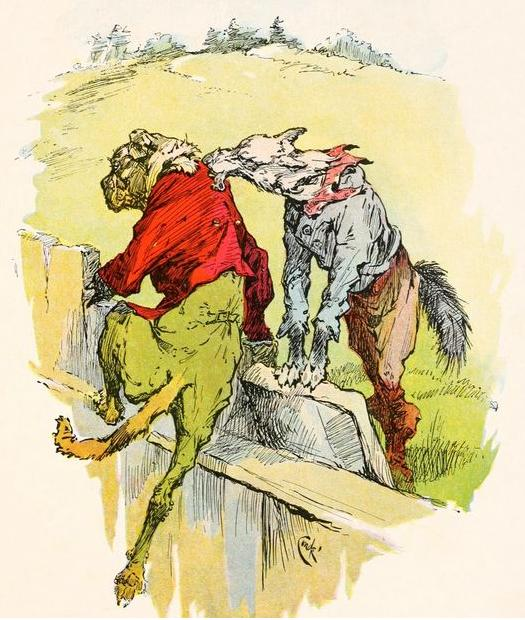
Illustration de J.M. Condé (1905).
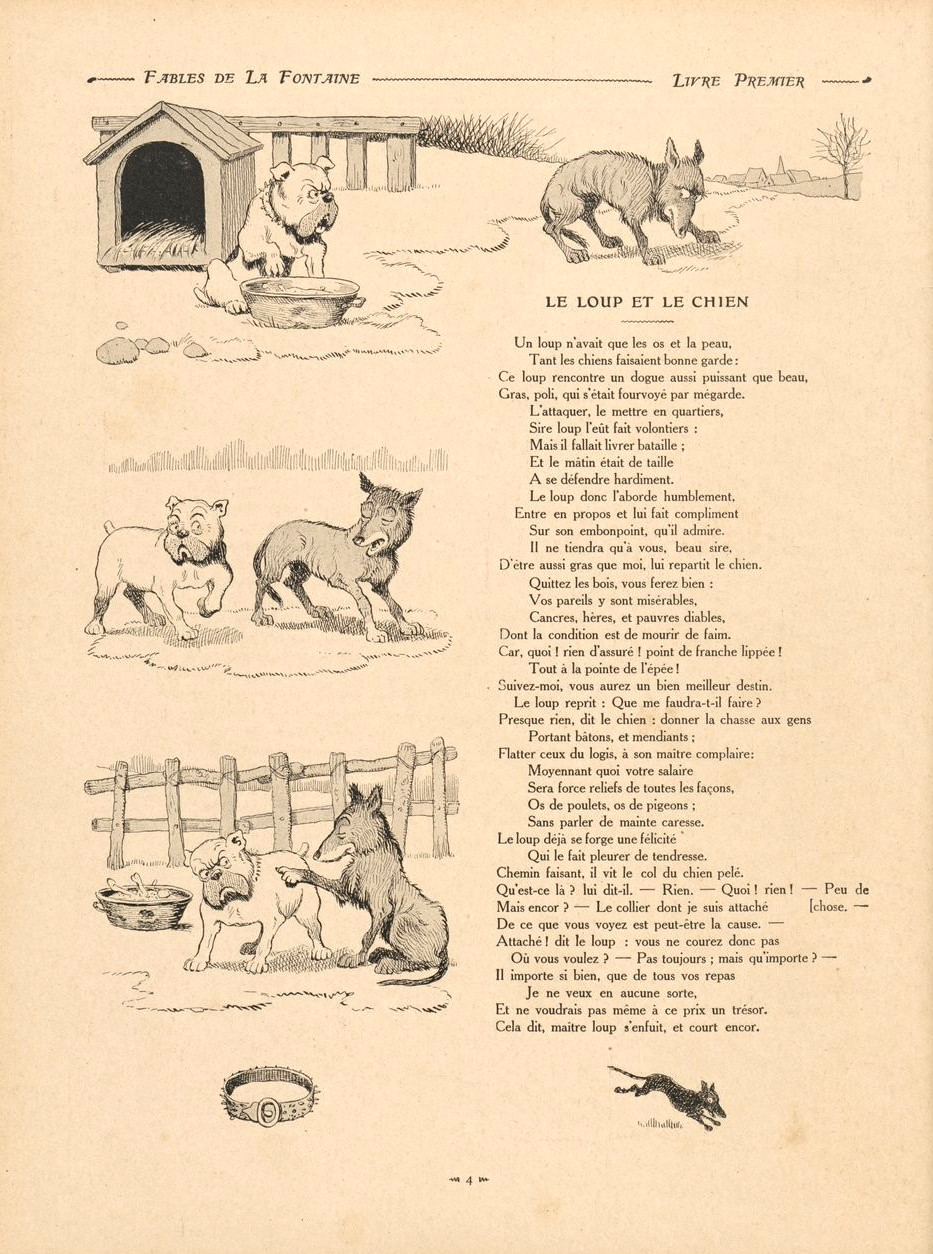
Illustration de Benjamin Rabier (1906).